# Adele Girard

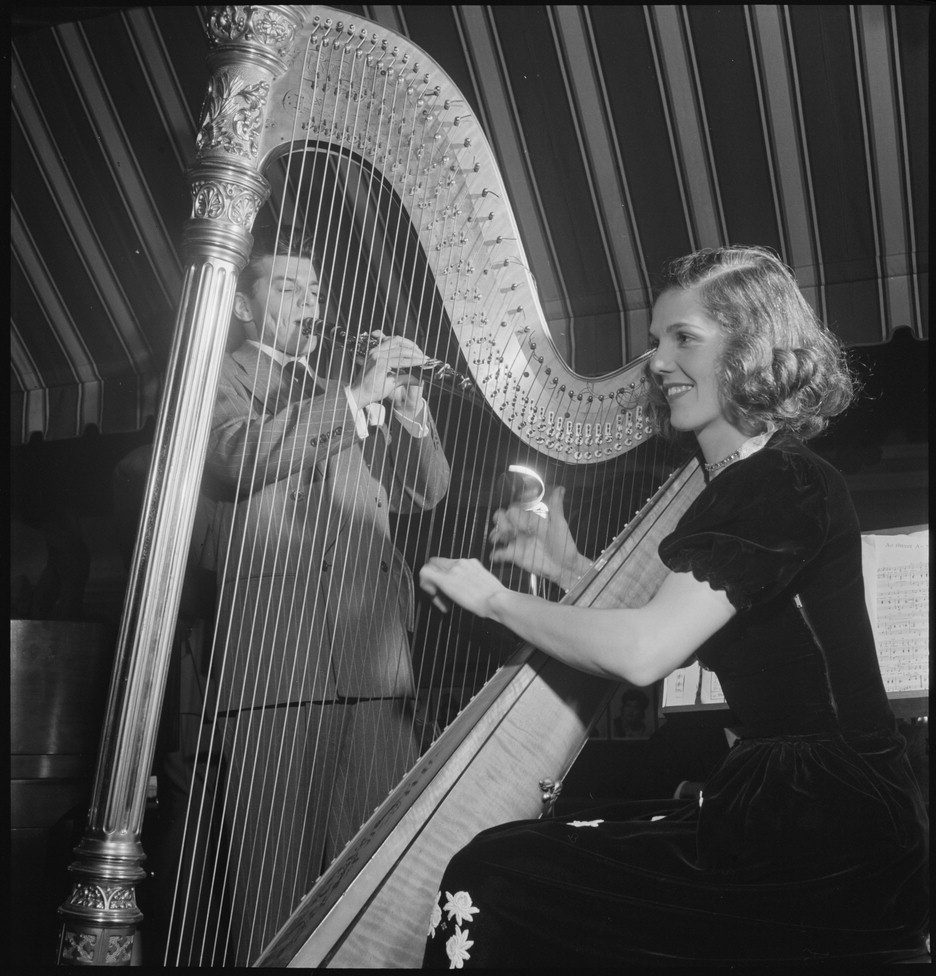
Adele Girard und Joe Marsala im Hickory House (späte 1940er Jahre), Foto: William P. Gottlieb

Beatrice Adele Girard (* 25. Juni 1913, nach der Heirat Adele Girard Marsala; † 7. September 1993 in Denver, Colorado)  war eine US-amerikanische Jazz-Harfenistin und Pianistin des Swing.

## Leben und Wirken
Girard, Tochter einer Opernsängerin und eines Violinisten, der als Konzertmeister für Victor Herbert arbeitete, erhielt klassischen Harfen-Unterricht. Anfangs spielte sie Klavier zunächst in Hotels und sang 1933 im Orchester von Harry Sosnik in Chicago. Dort begann sie auch 1934 als Harfenistin aufzutreten. Damit war sie eine der ersten im Jazz – Casper Reardon kam ihr um 1936 etwas zuvor – und damals eine „Novelty“ Nummer, die der Band dazu dienen sollte, sich von anderen abzuheben. Vorübergehend versuchte sie sich auch in kleinen Rollen in Hollywood als Filmschauspielerin, in einem der Filme wurde auch ihr „Harp Boogie“ aufgenommen.
Sie spielte mit Frankie Trumbauer und Jack Teagarden (in dessen „The three T´s“, wo sie Reardon an der Harfe ersetzte) beispielsweise im Club (und Steak-Restaurant) „Hickory House“ in der 52nd Street in New York, wo sie auch ab 1937 in der Band von  Joe Marsala spielte, den sie im gleichen Jahr heiratete. Gemeinsam hatten sie bis etwa 1948 eine Big Band und traten auch noch Ende der 1960er Jahre gemeinsam in Clubs auf, zuletzt 1970 im „Donte“ in  Hollywood. In den 1960ern arbeitete sie auch als Pianistin und in Musiktheatern und war zeitweise an der Theater-Fakultät der University of Southern California als Instrukteurin tätig. Auch nach dem Tod von Marsala 1978 trat sie auf und nahm noch 1992 eine CD bei „Arbors“ auf mit dem Klarinettisten Bobby Gordon, einem Schüler von Marsala.